# Sieradowo
Sieradowo – północna część wsi Karcino, w województwie zachodniopomorskim, w powiecie kołobrzeskim, w gminie Kołobrzeg. Położona nad potokiem Łużanką, przedłużeniem Dębosznicy. W części wsi znajduje się kościół parafialny pw. Krzyża Świętego

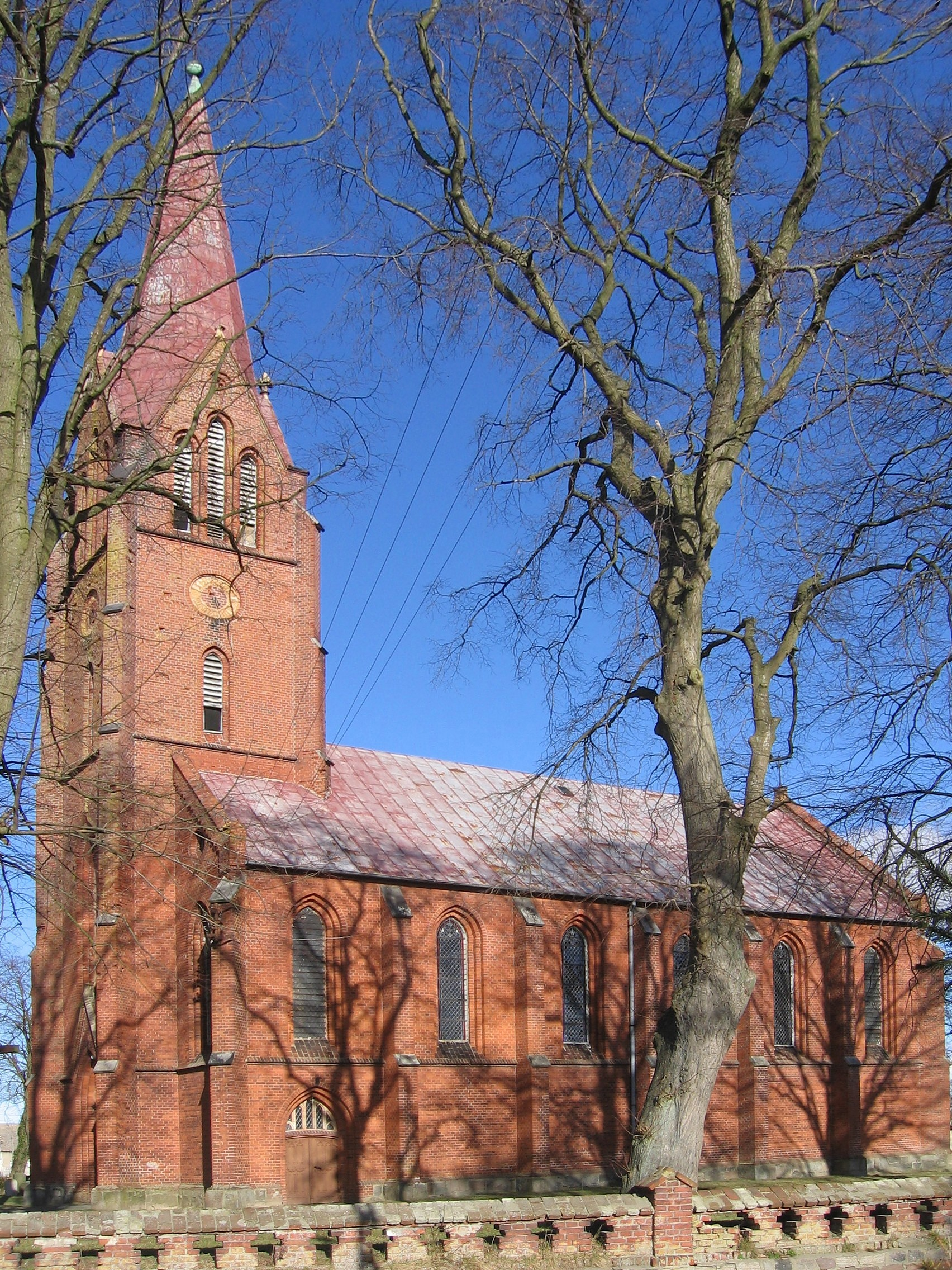
Kościół parafialny pw. Krzyża Świętego w Karcinie

Nazwę Sieradowo wprowadzono urzędowo w 1948 r., zastępując poprzednią niemiecką nazwę Kirchhagen.